# Daïra de Bounoura
La daïra de Bounoura est une daïra d'Algérie située dans la wilaya de Ghardaïa et dont le chef-lieu est la ville éponyme de Bounoura.

## Histoire
La daïra de Bounoura a été créée lors du découpage administratif de 1991, elle dépendait auparavant de la daïra de Berriane.